# Neftekamsk

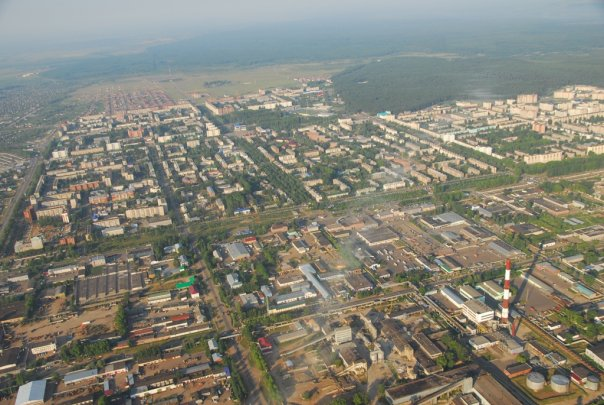
Không ảnh Neftekamsk

Neftekamsk (tiếng Nga: Нефтекамск; tiếng Bashkir: Нефтекама, đã Latinh hoá: Neftekama, Neftekama) là một thành phố Nga. Thành phố này thuộc chủ thể Cộng hòa Bashkortostan. Dân số qua các năm: 121.733 (Điều tra dân số 2010); 122.290 (Điều tra dân số 2002); 106.801 (Điều tra dân số năm 1989).